# Кам'янець-Подільська районна рада
Кам'янець-Подільська района рада — района рада у Хмельницькій області, юрисдикція якої поширюється на Кам'янець-Подільський район (за винятком м. Кам'янець-Подільського). Розташована у м. Кам'янець-Подільський, за адресою пл. Вірменський ринок, 6.
Голова — Бец Борис Борисович, заступник голови — Кривак Віктор Миколайович.
У структурі Кам'янець-Подільської районної ради діє Президія, яка складаєть з Голови ради, його заступника, голови Кам'янець-Подільської районної державної адміністрації, голів постійних комісії та уповноважених представників фракцій.

## Депутатський склад
За результатами місцевих виборів в Україні у 2015 році до складу Кам'янець-Подільської районної ради було обрано 36 депутатів.
| Антимис Ігор Васильович           |
| Атаман Валентина Іванівна         |
| Бараковецький Олексій Миколайович |
| Бец Борис Борисович               |
| Богачик Сергій Вікторович         |
| Боршуляк Олександр Михайлович     |
| Бурбан Віталій Васильович         |
| Гай Ігор Віталійович              |
| Гінзеровський Олександр Антонович |
| Горохолінська Віта Йосипівна      |
| Грицик Петро Федорович            |
| Громик Іван Миколайович           |
| Добросельська Ілона Казимирівна   |
| Єрменчук Віктор Петрович          |
| Жоган Микола Вячеславович         |
| Завадський Віталій Станіславович  |
| Кирилюк Олександр Володимирович   |
| Кривак Віктор Миколайович         |
| Лайтер Світлана Миколаївна        |
| Ломніцький Анатолій Миколайович   |
| Мосендз Петро Петрович            |
| Нікітіна Наталія Миколаївна       |
| Прокопов Сергій Іванович          |
| Прокопова Діана Іванівна          |
| Самсонюк Сергій Іванович          |
| Сензюк Руслан Ігорович            |
| Середа Петро Петрович             |
| Скавренюк Ніна Дмитрівна          |
| Сукач Василь Олександрович        |
| Тимчук Сергій Сергійович          |
| Федорченко Олег Миколайович       |
| Фурман Ігор Володимирович         |
| Чілійчук Олександр Валентинович   |
| Чорний Віктор Володимирович       |
| Шевчук Віталій Іванович           |
| Яковенко Василь Іванович          |